# Batalla de Lincoln
La batalla de Lincoln o primera batalla de Lincoln tuvo lugar el 2 de febrero de 1141. En ella, Esteban de Inglaterra fue capturado, depuesto y encarcelado, mientras que Matilde de Inglaterra logró llegar al trono durante un breve tiempo.

## Relato

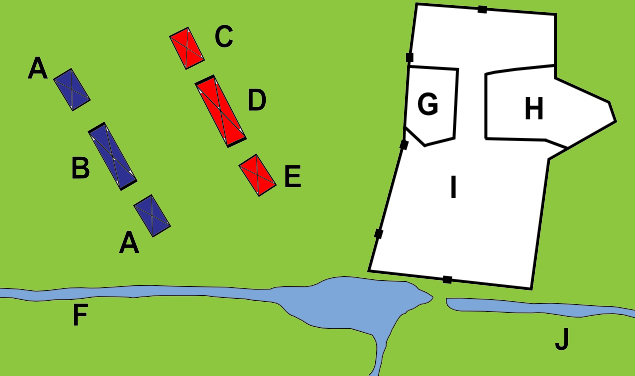
Diagrama de la Batalla de Lincoln, 1141.

Las fuerzas de Esteban estaban asediando el castillo de Lincoln, pero fueron atacadas por tropas leales a Matilde, comandadas por Robert de Gloucester, su medio hermano. El ejército angevino estaba formado por los hombres de Robert, los del conde de Chester y aquellos a los que Esteban había despojado de sus tierras, mientras que en el flanco marchaban tropas galesas encabezadas por Madog ap Maredudd, Señor de Powys, y Cadwaladr ap Gruffydd, hermano de Owain, príncipe de Gwynedd, aunque este último no tomó parte en la Anarquía.
En el ejército de Esteban se encontraban Guillermo de Ypres, Simon de Senlis, Gilbert de Herford, Guillermo de Aumale, Alan de Richmond y Hugh Bigod, con escasa caballería.
En cuanto los principales magnates se incorporaron a la batalla, el rey huyó. Junto a él fueron capturados otros destacados magnates como Balduino fitz Gilbert, Bernard de Balliol, Roger de Mowbray, Richard de Courcy, William Peverell el Joven, Gilbert de Grant, Ingelram de Say, Ilbert de Lacy y Richard fitz Urse, todos miembros de destacadas familias baronales.
Mientras las tropas escuchaban la arenga del lugarteniente de Esteban, Baldowin fitz Gilbert, el enemigo fue detectado, y los angevinos cargaron contra la caballería de los cinco condes. En el ala izquierda, Guillermo de Aumale y Guillermo Ypres cargaron contra la infantería galesa, que consiguió rechazarlos gracias al conde Ranulfo. Los condes, superados en número y en moral, fueron puestos en fuga, y muchos de sus hombres muertos o capturados. El rey Esteban y sus caballeros fueron rápidamente rodeados por el ejército angevino.

Entonces podrías haber visto el terrible aspecto de la batalla, en cada rincón alrededor de la tropa del rey, fuego brillando por el choque de espadas y cascos - un terrible choque, un clamor terrible - que retumbaba en las colinas y resonaba en los muros de la ciudad. Con los caballos al galope, cargaban contra la tropa del rey, mataban a unos, herían a otros y empujándolos, los hacían prisioneros.

No se les daba tregua ni respiro, excepto en el cuadrante en que resistía el más valiente rey, y el enemigo temía la incomparable fuerza de sus golpes. El conde de Chester, al percatarse, envidiando la gloria del rey, lanzó sobre él todo el peso de sus hombres armados. Entonces pudo verse el poder del rey, que como un relámpago mataba a unos con su inmensa hacha de batalla y golpeba a otros.
Entonces se elevaron los gritos, todos contra él y él contra todo. Al final, por todos los golpes, el hacha de guerra del rey se rompió. Instantáneamente, con su mano derecha, sacando la espada, digna de un rey, libró batalla maravillosamente hasta que la espada se rompió.

Al ver esto, William Kahamnes, un caballero muy poderoso, se lanzó contra el rey, y cogiéndolo por el casco, gritó en voz alta: «¡Quietos, todos quietos! ¡He tomado al rey!»

El resto de su división luchó sin esperanzas de escapar hasta que todos murieron o se rindieron. Baldwin FitzRichard y Richard FitzUrse, 'habiendo recibido muchas heridas y, por su decidida resistencia, habiendo ganado honor inmortal' fueron hechos prisioneros.
Tras duros combates en las calles de la ciudad, las fuerzas de Esteban fueron derrotadas y el propio rey capturado y llevado a Bristol donde fue encarcelado. Posteriormente sería intercambiado por el Conde de Gloucester que había sido capturado por las tropas de Esteban en Winchester.

## Otras informaciones
Esta batalla se representa en la novela histórica Los pilares de la Tierra de Ken Follett, y es descrita casi como sucedió realmente, incluyendo la captura del rey Esteban y su posterior intercambio.
Igualmente es narrada en When Christ and his Saints Slept de Sharon Penman.
La batalla de Lincoln es también un importante elemento de la trama en Dead Man's Ransom, novela perteneciente a la serie del hermano Cadfael, escrita por Edith Pargeter (como Ellis Peters).
La batalla está representada en el videojuego "Age Of Empires IV" en la campaña de Los Normandos, titulada como 1141, Lincoln.